# Thomas Schubert
Thomas Schubert (Vienna, 15 agosto 1993) è un attore austriaco, divenuto noto come attore dilettante grazie al suo ruolo da protagonista nel film austriaco Atmen (2011).

## Biografia
Figlio di un tecnico odontotecnico e di un'insegnante, Schubert nacque a Vienna, dove crebbe insieme a due fratelli. Trascorse un anno in Australia con la sua famiglia. Frequentò un liceo (AHS) nel quartiere di Donaustadt a Vienna, ma abbandonò l'ultimo anno scolastico prima dell'esame di maturità per intraprendere la carriera di attore.
La sua passione per la recitazione scoppiò per caso, quando, a 17 anni, da studente, accompagnò un amico al casting aperto per il film Atmen (2011) di Karl Markovics, per il quale si faceva pubblicità anche in diverse scuole.
Il regista Karl Markovics dava molta importanza all'autenticità del protagonista, tanto da fornirgli solo le conoscenze di base in materia di respirazione ed espressività facciale. Secondo Schubert, la sfida più grande nel recitare è stata mantenere la concentrazione durante le lunghe prove.
Atmen fece il suo debutto alla 64ª Mostra Internazionale del Cinema di Cannes, nella sezione parallela Quinzaine des réalisateurs, dove il film fu premiato con l'etichetta Europa Award. Il “dramma sociale scarno, dall’aspetto documentaristico” fu acclamato dalla critica, proiettato in oltre 60 festival cinematografici, pluripremiato e selezionato come candidato austriaco per l'Oscar straniero alla cerimonia degli Oscar del 2012.
Allo stesso modo, l'attore non professionista Thomas Schubert ricevette elogi per il suo debutto recitativo, ottenendo il premio come miglior interprete al Sarajevo Film Festival e il Premio Cinematografico Austriaco. Il quotidiano austriaco Kurier gli riconobbe un notevole talento grazie alla sua interpretazione sensibile e misurata nel ruolo di Roman Kogler, un giovane recidivo introverso.
Il dramma interiore si manifestava, secondo la critica del servizio film tedesco, sul volto del “magnifico attore dilettante”. Anche la Süddeutsche Zeitung ha sottolineato il volto espressivo di Schubert, i cui occhi potevano spalancarsi al minimo sguardo. “Sempre in posizione di ritiro, deve imparare a non distogliere lo sguardo, a sopportare e a contrastare gli sguardi degli altri”, commentava la Süddeutsche Zeitung in riferimento al suo personaggio.
Thomas Schubert ha definito il successo di Atmen come una “grande svolta nella vita”. Dopo il suo debutto cinematografico, a ottobre 2011 ha preso parte alla serie televisiva austriaca Schnell ermittelt. Ha poi interpretato altri ruoli nella miniserie ORF Pregau, nel telefilm Das Sacher e nella serie poliziesca SOKO Donau.
Con la serie Netflix King of Stonks, andata in onda nel secondo trimestre del 2022, è stato scoperto da un vasto pubblico. Nei panni del protagonista Felix Armand, Schubert ha ricoperto un ruolo fondamentale nella serie. Per la sua interpretazione del personaggio Leon in Il cielo brucia di Christian Petzold, è stato nominato come miglior interprete al Premio Europeo del Cinema 2023. Nel maggio 2024, Schubert è divenuto membro della European Film Academy.

## Filmografia (parziale)
- Breathing (Atmen), regia di Karl Markovics (2011)
- Fast Forward (Schnell ermittelt) - serie TV (2012)
- Lo straniero della valle oscura - The Dark Valley (Das finstere Tal), regia di Andreas Prochaska (2014)
- Am Ende des Sommers, regia di Nikolaus Leytner (2015)
- Chucks, regia di Sabine Hiebler e Gerhard Ertl (2015)
- Egon Schiele (Egon Schiele: Tod und Mädchen), regia di Dieter Berner (2016)
- Pregau – Kein Weg zurück - miniserie TV (2016)